# Левассёр, Мария Тереза
Мария Тереза Левассёр (известная также, как Тереза Ле Вассер и Тереза Лавассер) (фр. Thérèse Levasseur; 21 сентября 1721 — 17 июля 1801) — сожительница, а позже жена философа Жана-Жака Руссо.

## Биография
По одним данным была крестьянкой, по другим — родилась в уважаемой семье, обедневшей со временем, её отец был местным чиновником в Орлеане, а мать — торговкой. Тереза с матерью переехали в Париж, чтобы найти работу, позднее к ним присоединился и отец.
Образования не получила. Не имея средств к существованию, Руссо встретил её в 1745 году, когда Терезе было 24 года. Она работала прачкой и горничной в парижской гостинице Hotel Saint-Quentin, где Руссо обедал.
Руссо вступил в связь с Терезой Левассёр, молодой, некрасивой, неграмотной, ограниченной — она не могла научиться узнавать, который час — и была весьма вульгарной. Он признавался, что никогда не питал к ней ни малейшей любви, но обвенчался с ней спустя двадцать лет. Юридически недействительный брак был заключён в Бургуэн-Жальё 29 августа 1768 года.
По условиям брака Руссо обязан был поддерживать и помогать её родственникам. Вместе с ней он держал у себя её родителей и их родню. У него было 5 детей, которые все были отданы в воспитательный дом (первый в 1746 году). Руссо оправдывался в своей «Исповеди» тем, что не имел средств их вскормить, что они не давали бы ему спокойно заниматься и что он предпочитает сделать из них крестьян, чем искателей приключений, каким был он сам. Вольтер позже с возмущением утверждал, что Руссо подбрасывал их на порог приюта. Руссо же утверждал, что дети там получат лучшее воспитание, чем он мог бы предложить. Они не должны были бы мириться с коварством из «высшего общества». Кроме того, он не был уверен, что все дети родились от него.

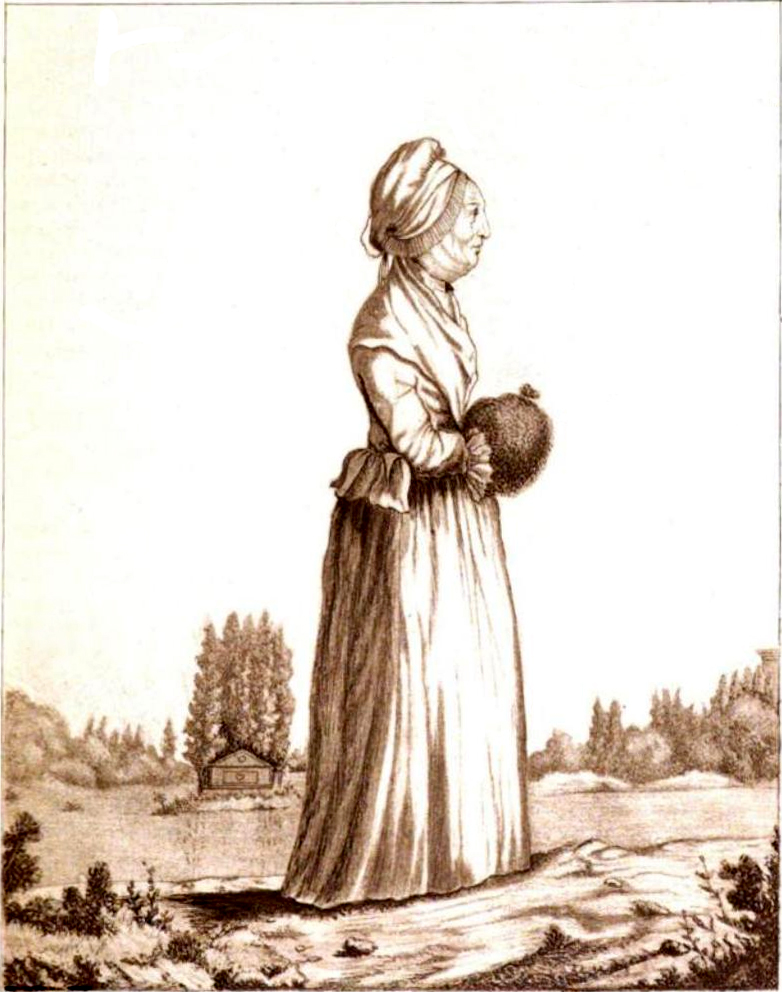
Портрет Терезы Левассёр

После смерти философа она стала единственной наследницей его имущества, в том числе рукописей и доходов от изданий.
После смерти Руссо в 1778 году она в ноябре 1779 вышла замуж за Жана-Анри Балли, камердинера Рене де Жирардена. Они жили вместе в Ле-Плесси-Бельвиль до её смерти в 1801 году.
Руссо, как утверждает ЭСБЕ, был в браке очень несчастлив. В эпоху Великой французской революции Конвент назначил ей пенсию в 1200 ливров, а затем, по её просьбе, прибавил к этой сумме еще 300 ливров. Когда 29 фрюктидора II г. Национальный конвент решил перенести останки Руссо в Пантеон и один депутат предложил пригласить на эту церемонию Т. Левассёр, предложение было отвергнуто, на том основании, что она не доставила счастья своему мужу.